# Onésime et le Pélican

Onésime et le Pélican est un film muet français réalisé par Jean Durand et sorti en 1914.

## Fiche technique
- Titre en anglais : Batty Bill, Monkey and Pelican
- Réalisation : Jean Durand
- Société de production : Société des Établissements L. Gaumont
- Chef-opérateur : Paul Castanet
- Pays de production :  France
- Format : Muet - Noir et blanc - 1,33:1 - 35 mm
- Métrage : 225 m
- Genre :  Comédie
- Durée : inconnue
- Date de sortie :
  - États-Unis : 30 avril 1914
  - France : 1914

## Distribution
- Ernest Bourbon : Onésime
- Gaston Modot